# Альфредо Талавера
Альфредо Талавера (ісп. Alfredo Talavera, нар. 18 вересня 1982, Ла-Барка) — мексиканський футболіст, воротар клубу «Толука».

## Клубна кар'єра
Вихованець академії «Гвадалахари». За основний склад клубу він дебютував 2003 року (через травму Освальдо Санчеса) та всього за перший сезон він провів 4 гри в чемпіонаті Мексики. Паралельно він виступав за одну з молодіжних команд — «Тапатіо».
У сезоні 2004/05 Талавера зіграв вже у 8 матчах за основу, але стати основним воротарем команди так і не зміг, і продовжував грати за інші дочірні команду — «Чівас Ла-П'єдад» та «Чівас Корас». У сезоні 2005/06 Талавера провів останні 9 матчів за «Гвадалахару», після чого протягом двох сезонів знову виступав за «Тапатіо».
У сезоні 2008/09 Талаверу взяв в оренду «УАНЛ Тигрес», але за цю команду воротар зіграв лише в 3 матчах.
2009 року Талавера перейшов до «Толука», де достатньо швидко влився в основний склад, оскільки травму отримав основний голкіпер команди, Ернан Крістанте, ветеран клубу, який виступав за «Толуку» з 1998 року. Талавера пропустив лише 5 матчів своєї команди в чемпіонаті, а в наступному сезоні взагалі провів всі ігри регулярних турнірів Апертури і Клаусури.
Наразі встиг відіграти за команду з Толука-де-Лердо 140 матчів в національному чемпіонаті.

## Виступи за збірну
27 січня 2011 року Талавера вперше потрапив на лаву запасних національної команди в товариському матчі проти Боснії і Герцеговини. Дебют же відбувся 26 березня того ж року, коли Хосе Мануель де ла Торре виставив Талаверу у товариській грі проти Парагваю (перемога Мексики 3:1).
Альфредо Талавера був включений у заявку збірної Мексики на розіграш Золотого кубка КОНКАКАФ 2011 року у США як третій воротар після Хосе Корони та Гільєрмо Очоа. Однак Корона був відсторонений від збірної після того, як побився в матчі Клаусури 2011 року з суперниками із «Крус Асуль», а допінг-тест Очоа показав у крові наявність кленбутерола і він, з групою партнерів, також був відсторонений від збірної. Таким чином, Талавера став основним воротарем на турнірі і допоміг своїй збірній вшосте виграти Золотий кубок.
Був третім воротарем на Кубку конфедерацій 2013 року у Бразилії, проте на поле так жодного разу і не вийшов.
Наразі провів у формі головної команди країни 11 матчів.

## Досягнення
- Чемпіон Мексики (2) : 2006 (Апаратура) (не грав у турнірі), 2010 (Бісентенаріо)
- Володар Золотого кубка КОНКАКАФ (1) : 2011
- Срібний призер Золотого кубка КОНКАКАФ: 2021